# 305

## Събития
- 1 май – римският император Диоклециан се оттегля доброволно от властта.